# مؤسسه پژوهش پزشکی بیماری‌های عفونی ارتش ایالات متحده آمریکا
مؤسسه پژوهش پزشکی بیماری‌های عفونی ارتش ایالات متحده آمریکا (انگلیسی: United States Army Medical Research Institute of Infectious Diseases) که به اختصار USAMRIID (تلفظ: یو-سَـم-رید) نوشته می‌شود، مؤسسه و تأسیسات اصلی نیروی زمینی ایالات متحده آمریکا در زمینهٔ پژوهش‌های دفاعی علیه جنگ‌های بیولوژیک است. این مؤسسه در فورت دیتریک واقع در فردریک واقع شده و آزمایشگاه تابعهٔ «فرماندهی تحقیق و توسعه پزشکی ارتش ایالات متحده آمریکا» (USAMRDC) است که مقر اصلی‌اش در همان مکان است.
یوسَـم‌رید تنها آزمایشگاه وزارت دفاع ایالات متحده آمریکاست که «سطح ایمنی زیستی ۴» (بالاترین سطح ایمنی) را دارد و کارکنانش به «لباس‌های فشار مثبت» مجهزند و در نتیجه می‌توان در آنجا، ویروس‌های بسیار خطرناک را مطالعه و بررسی نمود.
یوسَـم‌رید دانشمندان نظامی و غیرنظامی و پرسنل شدیداً تعلیم‌دیده‌ای را در خدمت دارد که تعدادشان به ۸۰۰ نفر می‌رسد. پژوهشگران این مرکز به‌طور مستمر با مرکز کنترل و پیشگیری از بیماری، سازمان جهانی بهداشت و مراکز مهم زیست‌پزشکی و دانشگاهی جهان همکاری داشته‌اند.
این مؤسسه نخستین زیست‌تأسیساتی از نوع خود بود که روی سویه اِیمس از سیاه‌زخم تحقیق کرد؛ سویه‌ای که از طریق تحلیل ژنتیکی مشخص شد همان باکتری مورد استفاده در حمله‌های سیاه‌زخم سال ۲۰۰۱ بوده است.
در اوت ۲۰۱۹، تمام تحقیقات در یوسَـم‌رید به‌طور نامحدود متوقف شد، پس از آن‌که مرکز کنترل و پیشگیری از بیماری (CDC) این سازمان را به‌دلیل عدم رعایت استانداردهای ایمنی زیستی مورد انتقاد قرار دادند. در نوامبر ۲۰۱۹، پس از بهبود زیرساخت‌ها، آموزش، انطباق و اِعمال استانداردهای ایمنی زیستی، تحقیقات محدود از سر گرفته شد.

## فهرست فرماندهان یوسَـم‌رید
| سرهنگ دَن کروژر؛ MD                                                        | ۱۹۶۹ | ۱۹۷۳  |
| سرتیپ. کنث. آر. دِرکس                                                      | ۱۹۷۳ | -     |
| سرهنگ جوزف اف. مِتزگر                                                      | ۱۹۷۳ | ۱۹۷۷  |
| سرهنگ ریچارد اف. بارکوئیست؛ MD                                            | ۱۹۷۷ | ۱۹۸۳  |
| سرهنگ دیوید ال. هاکسل؛ دکترای دامپزشکی، پی‌اچ‌دی                            | ۱۹۸۳ | ۱۹۹۰  |
| سرهنگ چارلز ال. بـِیلی؛ پی‌اچ‌دی                                             | ۱۹۹۰ | -     |
| سرهنگ رونالد جی. ویلیامز                                                  | ۱۹۹۰ | ۱۹۹۲  |
| سرهنگ ارنست تی. تاکافوجی؛ MD، فوق لیسانس بهداشت عمومی                     | ۱۹۹۲ | ۱۹۹۵  |
| سرهنگ دیوید آر. فرانتس؛ دکترای دامپزشکی                                   | ۱۹۹۵ | ۱۹۹۸  |
| سرهنگ جرالد دابلیو. پارکر؛ دکترای دامپزشکی، پی‌اچ‌دی، لیسانس علوم           | ۱۹۹۸ | ۲۰۰۰  |
| سرهنگ ادوارد ام. آیتزن جونیور؛ MD، فوق لیسانس بهداشت عمومی                | ۲۰۰۰ | ۲۰۰۲  |
| سرهنگ اریک اِی. هنچال؛ پی‌اچ‌دی                                              | ۲۰۰۲ | ۲۰۰۵  |
| سرهنگ جرج دابلیو. کورچ؛ پی‌اچ‌دی                                            | ۲۰۰۵ | ۲۰۰۸  |
| سرهنگ جان پی اسکاوُراک؛ دکترای دامپزشکی، پی‌اچ‌دی                            | ۲۰۰۸ | ۲۰۱۱  |
| سرهنگ برنارد ال. دی‌کانینگ؛ MD، عضو آکادمی پزشکان خانواده آمریکا           | ۲۰۱۱ | ۲۰۱۳  |
| سرهنگ ارین پی. ادگار؛ MD                                                  | ۲۰۱۳ | ۲۰۱۵  |
| سرهنگ توماس اس. بانت؛ فوق لیسانس مدیریت بهداشت، فوق لیسانس ام‌بی‌ای، پی‌اچ‌دی | ۲۰۱۵ | ۲۰۱۷  |
| سرهنگ گری اِی. ویلر                                                        | ۲۰۱۷ | ۲۰۱۹  |
| سرهنگ ئی. دارین کاکس                                                      | ۲۰۱۹ | ۲۰۲۱  |
| سرهنگ کنستانس ال. جنکیتز                                                  | ۲۰۲۱ | ۲۰۲۳  |
| سرهنگ آرون سی. پیتنی                                                      | ۲۰۲۳ | اکنون |